# Cephalotes atratus
Cephalotes atratus is een mierensoort uit de onderfamilie Myrmicinae. De wetenschappelijke naam is gepubliceerd in 1758 door Linnaeus in de tiende editie van Systema naturae.